# Dasanhal, Gangawati
Dasanhal là một làng thuộc tehsil Gangawati, huyện Koppal, bang Karnataka, Ấn Độ.